# Институт истории и политики МПГУ
Институт истории и политики МПГУ — одно из старейших учебных подразделений Московского педагогического государственного университета, готовящее специалистов в области политической и исторической науки и преподавания социально-гуманитарных дисциплин. Как самостоятельный факультет существует с 1900 года (до 2015 года назывался «Исторический факультет»).
В настоящее время в Институте обучается более 1300 студентов, на семи кафедрах работают 73 штатных преподавателя и 12 совместителей, 86 % которых имеют учёные степени и звания (в том числе докторов наук и профессоров — 30). В Институте осуществляется подготовка научно-преподавательских кадров в аспирантуре, реализуются программы переподготовки кадров и повышения квалификации.

## История факультета

### Историко-филологический факультет (МВЖК, 2-й МГУ, 1900—1919)
Традиции преподавания исторических дисициплин в МПГУ восходят к его основанию в 1872 году как Московских высших женских курсов, где работали многие выдающиеся историки, такие как В. И. Герье, П. Г. Виноградов, В. О. Ключевский.
В 1900 году был создан самостоятельное историко-философское отделение (впоследствии факультет), ставшее наряду с физико-математическим отделением одним из основных подразделений МВЖК и, позже, 2-го МГУ, образованного в 1918 году на основе МВЖК.
Факультет, сменивший название на историко-филологический, существовал до 1919 года, когда в ходе реформы высшего образования он был передан вместе со студентами и профессорско-преподавательским составам 1-му Московскому государственному университету.

#### Деканы факультета
1. Профессор Владимир Иванович Герье (1900—1905).
2. Профессор Вениамин Михайлович Хвостов (1905—1907).
3. Профессор Дмитрий Моисеевич Петрушевский (1907—1911).
4. Профессор Вениамин Михайлович Хвостов (1911—1918).
5. Профессор Николай Дмитриевич Виноградов (1919).

### Отделение педагогического факультета и института (2-й МГУ, МГПИ, 1921—1934)
В 1921 году в составе 2-го МГУ был образован педагогический факультет, подготавливавший кадры для средних учебных заведений. В составе вновь создаваемого факультета предполагалось семь отделений, в числе которых было социально-историческое. Процесс становления организационной структуры факультета отличался изрядной сложностью. В декабре 1922 г. число отделений сократилось до пяти, а социально-историческое отделение расширилось и стало называться словесно-историческим. Через год работы оно было вновь реорганизовано и стало называться социально-экономическим, а в 1924 г. было переименовано в общественно-экономическое. В таком виде, объединив в себе исторические, экономические и географические науки, отделение существовало до 1930 г., когда 2-й МГУ был разделен и его педфак преобразован в педагогический институт.
В 1930 г. отделение получило название историко-экономического, но каких-то существенных внутренних преобразований не последовало. В сентябре 1932 г. в соответствии с постановлением Наркомпроса РСФСР отделение разделено на три самостоятельных: историческое, экономическое и географическое. Таким образом впервые было образовано самостоятельное историческое отделение, просуществовавшее до 1934 г., когда в рамках очередной реформы высшей школы в МГПИ была введена факультетская структура и отделение преобразовано в исторический факультет.

#### Заведующие и председатели отделения
1. Н. Н. Александров — заведующий социально-историческим отделением (1921—1922).
2. Профессор Алексей Макарович Васютинский — председатель словесно-исторического (1922—1923), социально-экономического (1923—1924), общественно-экономического (1924—1926) отделения.
3. Профессор Николай Александрович Алексеев — председатель общественно-экономического отделения (1926—1929).
4. Профессор Яков Григорьевич Менделев — председатель общественно-экономического отделения (1929—1930).
5. Ассистент П. И. Голинкер — заведующий общественно-экономическим отделением (1930).
6. Т. К. Ахрамович — заведующий историко-экономическим отделением (1930—1931).
7. И. А. Панин — заведующий историко-экономическим отделением (1931).
8. Е. М. Хазанова — заведующий историко-экономическим отделением (1931—1932).
9. Доцент Николай Дмитриевич Кузнецов — заведующий историческим отделением (1932—1934).

### Исторический факультет (МГПИ, 1934—1957)
Введение факультетской структуры в Московском государственном педагогическом институте привело в 1934 г. к созданию исторического факультета.

#### Деканы факультета
1. Профессор Александр Зиновьевич Ионисиани (1 сентября 1934 — 5 февраля 1941, 1 февраля 1948 — 2 сентября 1950).
2. Профессор Сергей Борисович Кан (6 февраля — 20 июня 1941).
3. Старший преподаватель Иван Архипович Кудрявцев (20 июня — 20 октября 1941, 1 февраля — 15 марта 1942).
4. Доцент Сергей Антонович Лясковский (20 октября 1941 — 1 февраля 1942), врио.
5. Профессор Владимир Николаевич Дьяков (1 мая — 1 ноября 1942), врио.
6. Доцент Мария Михайловна Себенцова (1 ноября 1942 — 1 ноября 1943), врио.
7. Профессор Иван Иванович Полосин (1 ноября 1943 — 5 января 1945).
8. Профессор Виктор Федорович Семёнов (16 января 1945 — 1 февраля 1948).
9. Доцент Дмитрий Алексеевич Поликарпов (2 — 29 сентября 1950), врио.
10. Доцент Николай Дмитриевич Кузнецов (29 сентября 1950 — 15 октября 1953).
11. Доцент Павел Георгиевич Софинов (15 октября 1953 — 1 августа 1954).
12. Старший преподаватель Иван Егорович Иванов (1 августа 1954 — 8 апреля 1957).

### Историко-филологический факультет (МГПИ, 1957—1962)
В соответствии с указанием Министерства просвещения в 1956/57 учебном году педагогические вузы перешли на подготовку учителей широкого профиля, которые могли бы преподавать ряд смежных учебных дисциплин. В таких учителях нуждались малокомплектные сельские школы. Срок обучения был увеличен до 5 лет. Для подготовки студентов к преподаванию русского языка, литературы и истории было принято решение о слиянии исторического факультета с факультетом русского языка и литературы, объявленное приказом по институту от 8 апреля 1957 г. Дальнейшие новшества были связаны с переходом согласно закону декабря 1958 г. ко всеобщему обязательному 8-летнему образованию, что потребовало увеличения количества подготавливаемых специалистов. Одновременно менялись учебные планы, было увеличено время, отведенное на педагогическую практику.
В 1960 г. произошло слияние МГПИ им. В. И. Ленина с Московским городским педагогическим институтом им. В. П. Потемкина. Кафедры историко-филологического факультета пополнились за счёт присоединения к ним сотрудников аналогичных кафедр МГПИ им. В. П. Потемкина, что с одной стороны увеличило их учебно-научный потенциал, а с другой, привело к ряду сложных и затяжных конфликтных ситуаций.
Многопрофильная подготовка студентов и резкое увеличение числа изучаемых дисциплин на объединенном истфиле привели к заметному снижению успеваемости. Это и ряд других обстоятельств привели к решению о разделении историко-филологического факультета, которое было осуществлено в 1962 г.

#### Декан факультета
1. Профессор Федор Михайлович Головенченко (8 апреля 1957 — 1 сентября 1962).

### Исторический факультет (МГПИ, МПГУ, 1962 — 2015)
Воссоздание самостоятельного исторического факультета в 1962 г. повлекло за собой новый восстановительный период, завершив который факультет занял положение одного из ведущих центров исторического и историко-педагогического образования в Москве и РСФСР. На протяжении 60-х и 70-х гг. шло постоянное расширение перечня спецкурсов и спецсеминаров. Исторический факультет первым в МГПИ ввел сначала частичную, а затем и полную замену выпускных государственных экзаменов защитой дипломных работ студентов. Появилась и стала традиционной археологическая практика.
Традиционными стали кружки, объединявшие студентов по их научным интересам. Долгое время работали кружки профессора П. С. Виргинского по истории науки и техники; доцента В. Б. Кобрина по вспомогательным историческим дисциплинам; доцентов Н. Ф. Мурыгиной и П. А. Шорина по археологии; доцента Л. В. Страхова по истории Великой Отечественной войны, доцента С. Л. Эвенчик по истории женского образования в России. На базе последнего началась работа по изучению истории института, вылившаяся впоследствии в создание ряда сводных научных работ и открытие Музея истории МПГУ (в 1996 году). Заметный вклад в изучение истории древней и средневековой Руси внес профессор А. Г. Кузьмин. Долгое время на факультете работал профессор Н. И. Павленко — один из крупнейших историков, занимавшийся российским XVIII веком, в первую очередь историей эпохи Петра Великого.

#### Деканы факультета
1. Доцент Алексей Иванович Купцов (1 сентября 1962—1966).
2. Доцент Петр Васильевич Гора (1966 — 13 мая 1972).
3. Доцент Геннадий Фёдорович Семенюк (13 мая 1972 — 10 мая 1978).
4. Профессор Эрнст Михайлович Щагин (10 мая 1978 — 28 июня 1982).
5. Доцент Игорь Петрович Запоров (28 июня 1982 — 8 октября 1985).
6. Доцент Александр Федотович Киселёв (8 октября 1985 — 20 февраля 1989).
7. Профессор Ростислав Михайлович Введенский (20 февраля 1989 — 15 июня 1991).
8. Доцент Алексей Владимирович Лубков (15 июня 1991— октябрь 1998).
9. Профессор Пётр Юрьевич Савельев (октябрь 1998 — июнь 2009).
10. Доцент Александр Юрьевич Кузьмин (июнь 2009 — октябрь 2015).

### Институт истории и политики (2015 — н/в)
На основании решения Ученого совета МПГУ 08.09.2015 г. на базе исторического факультета МПГУ был создан Институт истории и политики. В его составе были образованы два факультета - исторический и прикладной политологии, которые, однако, не являются самостоятельными структурными подразделениями, а представляют собой, по сути, совокупность образовательных программ. И.о. директора Института был назначен и.о. заведующего кафедрой новейшей отечественной истории А.Б. Ананченко. Факультет прикладной политологии был образован на базе части кафедры политологии Института политики, права и социального развития бывшего МГГУ им. М.А. Шолохова. С 01.09.2017 г. в состав Института истории и политики из Института социально-гуманитарного образования была передана кафедра политологии и социологии, переименованная в кафедру политологии. Решением Ученого совета МПГУ от 26 декабря 2022 г. изменена структура Института истории и политики: с 1 февраля 2023 г. были ликвидированы исторический факультет и факультет прикладной политологии, все семь кафедр теперь функционируют в рамках единого Института.

#### Директора Института истории и политики
1. Доцент Алексей Брониславович Ананченко (с октября 2015).

## Научная работа

### Кафедры
В Институте истории и политики работают семь кафедр:
- Истории древнего мира и средних веков им. В.Ф. Семёнова (заведующий — д-р ист. наук, профессор Ф. А. Михайловский).
- Новой и новейшей истории стран Европы и Америки (заведующий — канд. ист. наук, доцент С. Ю. Рафалюк).
- Новой и новейшей истории стран Азии и Африки (и.о. заведующего — д-р ист. наук А. В. Сарабьев).
- Истории России (заведующий — д-р ист. наук, профессор М. Ю. Лачаева).
- Новейшей отечественной истории (заведующий — канд. ист. наук А. Б. Ананченко).
- Методики преподавания истории (заведующий — канд. пед. наук Е. В. Саплина)
- Политологии (заведующий — д-р философских наук Т. В. Карадже)

Научные лаборатории и центры
В Институте истории и политики действуют две научные лаборатории и два центра:
- Научная лаборатория "Исторические процессы и социально-политические технологии) (заведующий — канд. ист. наук А. Б. Ананченко, науч. рук. —- д-р ист. наук, профессор А. Ф. Киселёв).
- Научная лаборатория "Музейная педагогика" (заведующий — д-р ист. наук, профессор М. В. Короткова).
- Центр археологических исследований (директор — д-р ист. наук, профессор Н. И. Винокуров).
- Центр поисковой работы и историко-культурного туризма (директор — А. Ф. Тимакин).

### Диссертационные советы
В настоящее время на базе Института истории и политики действует один диссертационный совет:
1. Диссертационный совет 33.2.013.18 (председатель - д.и.н., проф. А. В. Лубков), осуществляющий защиту диссертаций на соискание учёных степеней кандидата и доктора исторических наук по специальности:
- 5.6.1. — Отечественная история (исторические науки)[2].

Ранее на историческом факультете действовали диссертационные советы:
1. Диссертационный совет Д 212.154.09 (председатель — д.и.н., проф. Э. М. Щагин) до прекращения деятельности 10 июля 2014 года осуществлял защиту диссертаций на соискание учёных степеней кандидата и доктора исторических наук по специальностям:
- 07.00.02 — отечественная история;
- 07.00.03 — всеобщая история (новая и новейшая история);
- 07.00.09 — историография, источниковедение, методы исторического исследования.

2. Диссертационный совет Д 212.154.24 (председатель — д.и.н., проф. М. Ю. Лачаева) до прекращения деятельности 10 июля 2014 года осуществлял защиту диссертаций на соискание учёных степеней кандидата и доктора исторических наук по специальностям:
- 07.00.02 — отечественная история;
- 07.00.03 — всеобщая история (древний мир и средние века).

## Направления подготовки
Институт осуществляет подготовку по трем направлениям бакалавриата и магистратуры: «Политология», «История» и «Педагогическое образование» (с различной направленностью образовательных программ).
Первый набор в магистратуру был осуществлен в 2008 году, первый выпуск — в 2010 году. В 2011 году открыта магистратура по направлению «История». В связи со слиянием МПГУ и МГГУ им. М. А. Шолохова с 2015 г. в Институте действует магистратура по направлению «Политология». Прием в магистратуру возможен после окончания бакалавриата или специалитета, обучение осуществляется по очной и заочной формам.
В 2010 году впервые был набран первый курс бакалавриата и с 2011 года прекращен набор на специалитет. Последний выпуск специалистов был, таким образом, произведен в 2016 году. Студенты бакалавриата учатся по очной, очно-заочной (вечерней) и заочной формам обучения.
В связи с окончанием подготовки специалистов был прекращен прием на специальности:
- «История», квалификация — историк, преподаватель истории (последний набор — 2009 год, с 2010 года — бакалавриат);
- «История» со специализацией «Обществознание», квалификация — учитель истории (последний набор на очное и очно-заочное отделения — 2009 год, на заочное — 2010 год, затем — бакалавриат);
- «История» со специализацией «История русской православной культуры», квалификация — учитель истории (последний набор — 2010 год);
- «История» с дополнительной специальностью «Иностранный язык» (английский), квалификация — учитель истории и иностранного языка (последний набор — 2010 год, с 2011 года — бакалавриат);
- «История» с дополнительной специальностью «Юриспруденция», квалификация — учитель истории и права (последний набор — 2010 год).

В 2011 году осуществлялся набор на направление бакалавриата «Религиоведение», впоследствии он был прекращён.

## Общественная жизнь
В Институте действует студенческий совет. В числе прочего, он отвечает за организацию традиционных торжественных мероприятий, в числе которых «Посвящение в студенты» для первокурсников, «Последний звонок» для выпускных четвертого и пятого курсов, участие в традиционных праздниках дня рождения университета (1 ноября), Татьянина дня (25 января) и других. 
Активное участие в научной и общественной жизни Института принимает студенческого научное общество ("СНО ИИиП МПГУ").